# ヴィーナスとサテュロス、二人のキューピッド

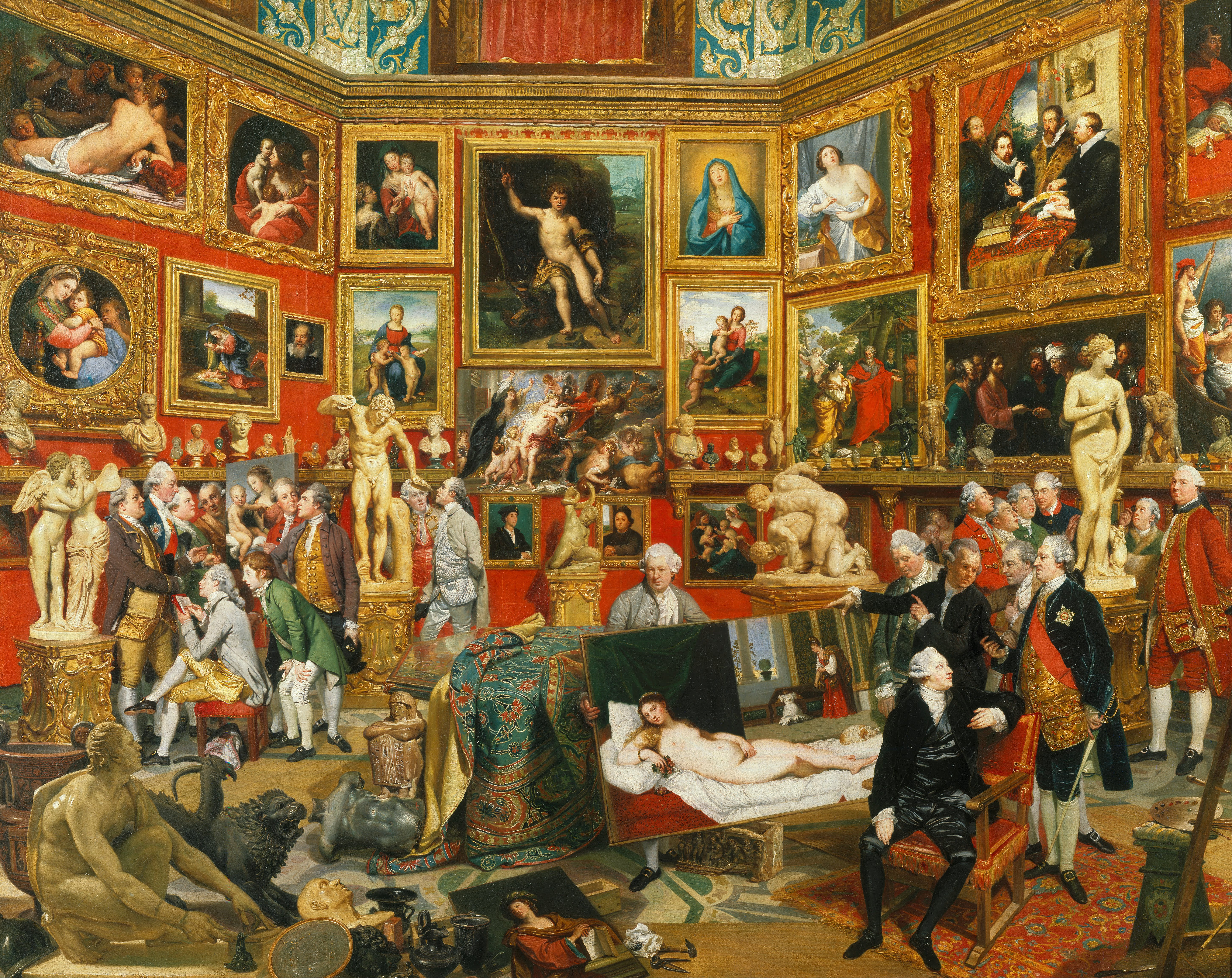
ヨハン・ゾファニー 『ウフィツィ美術館のトリブーナ (1772-1778年)、ウィンザー城 (ロイヤル・コレクション)

『ヴィーナスとサテュロス、二人のキューピッド』（ヴィーナスとサテュロス、ふたりのキューピッド、伊: Venere e Satiro con due amorini、英: Venus with a Satyr and Two Cupids）、または『バッカンテ』（伊: La Baccante、英: La Baccante）は、イタリアのバロック絵画の巨匠アンニーバレ・カラッチが1587-1588年にキャンバス上に油彩で制作した絵画である。現在、フィレンツェのウフィツィ美術館に所蔵されている。制作時期は作品に見られるティツィアーノ・ヴェチェッリオ風のヴェネツィア派の強い影響を根拠としているが、画家は1580年代の終わりにヴェネツィアに短期間滞在していた。

## 作品
本作は、アンニーバレ・カラッチの作品中、最も絶賛されたもののうちに数えられる。16世紀の伝統に属している作品で、その最大の要素はヴェネツィア派の色彩である。また、対角線をなすヴィーナスの背中の優美な曲線は、ティツィアーノがフェリペ2世のために描いた『ヴィーナスとアドニス』 (プラド美術館) と同様の官能性を持つ。しかし、この作品ではティツィアーノが描いた去りゆく恋人アドニスの代わりに、淫らな目をしたサテュロスが描かれている。彼はバッカスの従者であることを示すブドウを差し出し、ヴィーナスに近づこうとしているが、キューピッドによって押しとどめられている。白くて上品なヴィーナスの背中がサテュロスの野蛮さをいっそう際立たせている。
本作が最初に記録されたのは、ボローニャの貴紳カミッロ・ボロニェッティ (Camillo Bolognetti) が1620年にトスカーナ大公コジモ2世の使者に売却した際のことである。その後、フィレンツェにもたらされた作品はメディチ家のコレクションに入り、ウフィツィ美術館のトリブーナ に展示された。ウィンザー城 (ロイヤル・コレクション) にあるヨハン・ゾファニーの絵画『ウフィツィ美術館のトリブーナ』では、最上段左側のグイド・レーニの『慈愛』 (ウフィツィ美術館) の横、ラファエロ・サンティの『小椅子の聖母』(現在、パラティーナ美術館蔵) の真上に登場している。18世紀の間、本作はその卑猥な性質により他の絵画に覆われていたが、1822年になってようやく絵画の覆いが取り外された。

## ギャラリー

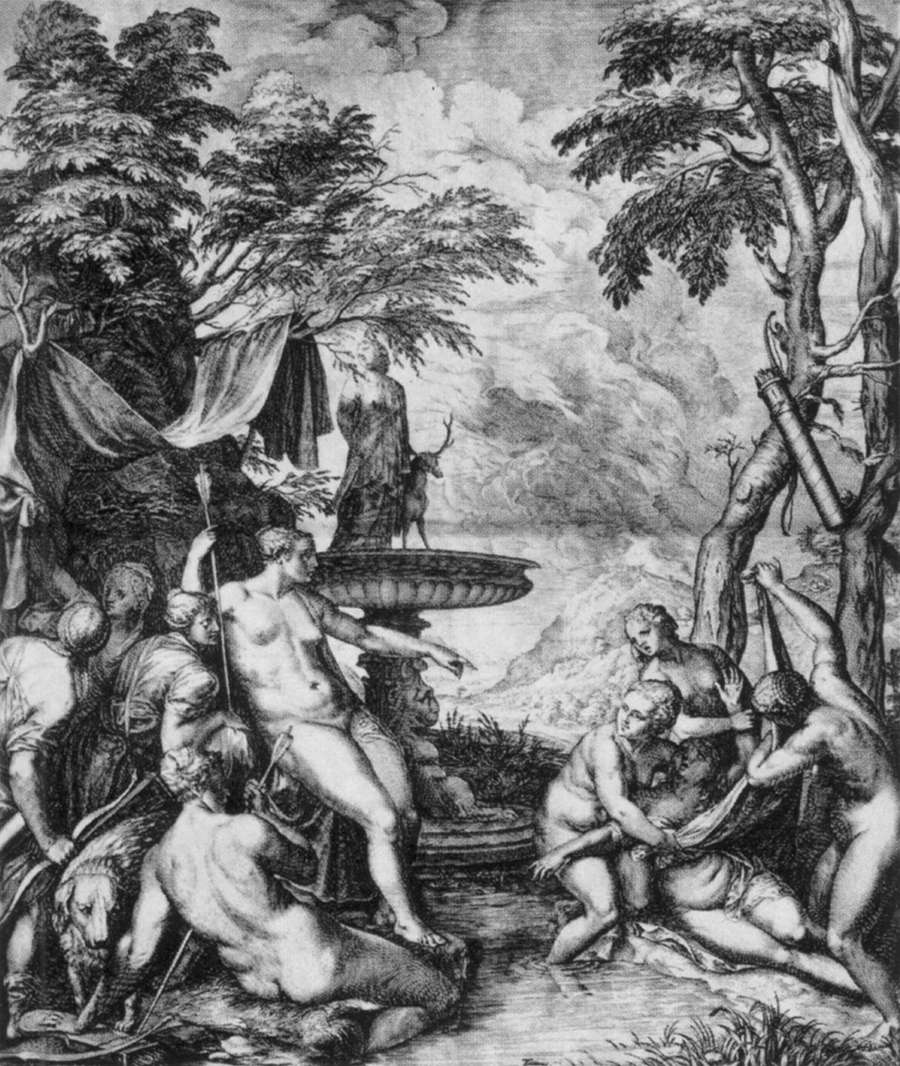
コルネリス・コルト (ティツィアーノにもとづく)　『ディアナとカリスト』 (1566年)、大英博物館、ロンドン
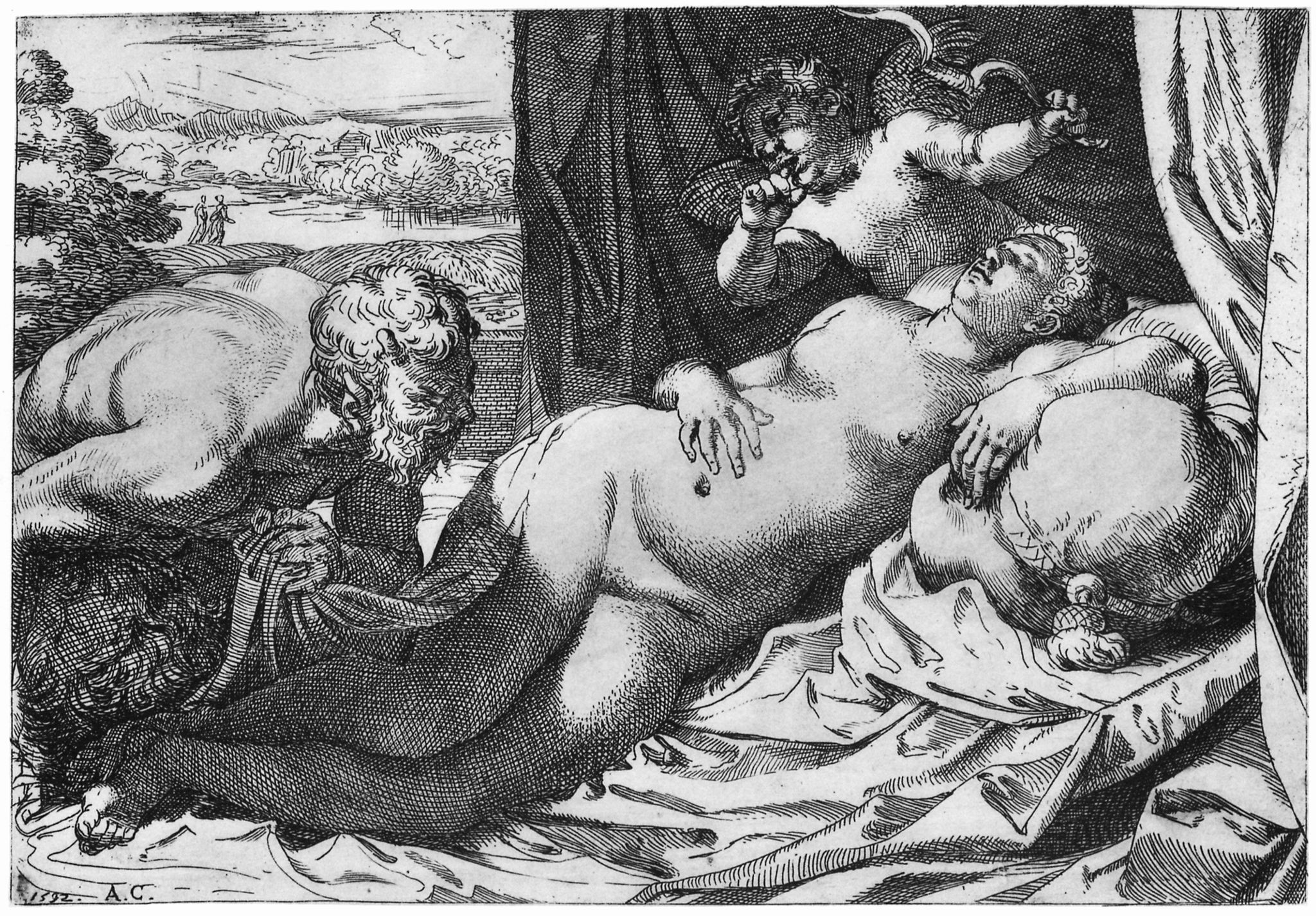
アンニーバレ・カラッチ『ユピテルとアンティオペ』、または『サテュロスに露わにされるヴィーナス』 (1592年)、カールスルーエ州立美術館
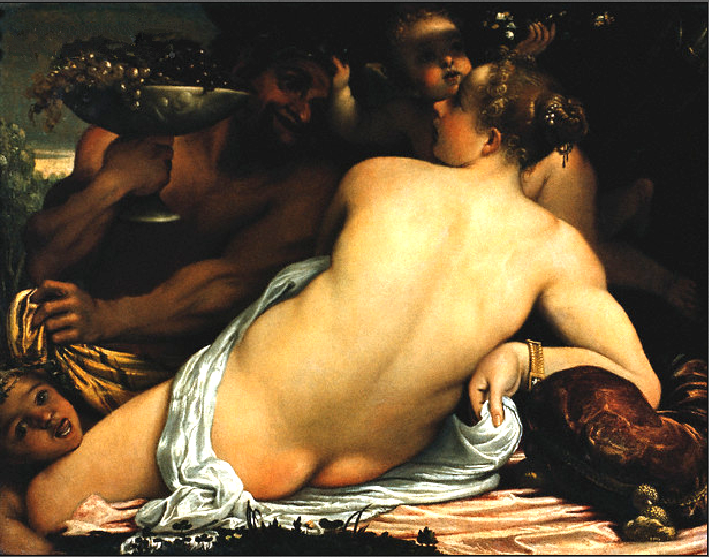
クライスラー美術館の複製